# علي محيي الدين القره داغي
على محيي الدين القره داغي (1368هـ/1949م، قره داغ، محافظة السليمانية، كردستان العراق-) عالم وفقيه مسلم عراقي ويشغل منصب رئيس للاتحاد العالمي لعلماء المسلمين.

## حياته

### نشأته
ولد الدكتور «القره داغي» في 1368 هـ/ 1949م في منطقة قره داغ التابعة إلى محافظة السليمانية في العراق وهو قطري الجنسية، ومن أسرة علمية يرجع نسبها إلى الحسين بن علي، حيث تعلم فيها وحفظ القرآن الكريم، ثم رحل إلى السليمانية لينهل من علوم عمه الشيخ نجم الدين القره داغي، والشيخ مصطفى القره داغي، وكوكبة من علماء مدينة السليمانية، ثم في بغداد على أيدي كوكبة من علمائها مثل الشيخ عبد الكريم محمد المدرس، والشيخ عبد القادر الخطيب.
وقد أنجبت قره داغ عدداً من العلماء والزهاد، منهم الشيخ عبد اللطيف الكبير، والشيخ محمد نجيب القره داغي، والشيخ عمر القره داغي، والشيخ مصطفى القره داغي، والشيخ بابا رسول، والشيخ نور الدين، والشيخ نجم الدين وغيرهم، كما أنها مسقط رأس الشيخ الزاهد خالد النقشبندي.

### تعليمه
وقد أخذ الإجازة العلمية من عدد من العلماء الكبار منهم الشيخ مصطفى القره داغي في عام 1970، كما تخرج من المعهد الإسلامي، وكان الأول على الإقليم، ثم التحق للدراسة في كلية الإمام الأعظم ببغداد وتخرج منها بتقدير ممتاز، والأول على دفعته، ثم نال شرف الحصول على درجتي ماجستير بامتياز، والدكتوراه بمرتبة الشرف الأولى، مع التوصية بطبع رسالته وترجمتها إلى اللغات العالمية، من كلية الشريعة والقانون في جامع الأزهر، وكان عنوان رسالته في الدكتوراه: (مبدأ الرضا في الشريعة الإسلامية والقانون المدني)، حيث شملت الرسالة المذاهب الفقهية الثمانية، والقوانين الرومانية، والإنجليزية، والفرنسية والمصرية والعراقية.
ثم انضم إلى هيئة التدريس بكلية الشريعة بجامعة قطر عام 1985م، وترقى فيها إلى أن نال درجة الأستاذية عام 1995م، وله أكثر من 30 كتاباً، ومائة بحث معظمها في المعاملات المالية الإسلامية، والمصارف والاقتصاد، والفقه الإسلامي، وفي تحقيق الكتب، والفكر الإسلامي.
وقد شهد له معظم علماء العصر: بفقهه وموسوعيته، وعمقه، ودقته، وتعمقه في فقه المعاملات والاقتصاد الإسلامي، وجمعه بين الدراسات القديمة حيث تخرج على أيدي عدد من العلماء الموسوعيين، والدراسات العصرية، ولا سيما في نطاق الاقتصاد الإسلامي والقضايا المعاصرة، فقد كتب الشيخ مصطفى الزرقا في تقريره الخاص بالترقية لدرجة الأستاذية: (نحن أمام فقيه جديد له أفق واسع) وكتب الشيخ يوسف القرضاوي في تقديمه لكتاب: حكم الاستثمار في الأسهم:
| علي محيي الدين القره داغي | .أسئلة كثيرة تحتاج إلى أجوبة حاسمة ولقد تصدى للجواب عنها أخي العلامة الدكتور علي محي الدين القره داغي، وهو لها أهل، فهو فارس حلبتها، وابن بحدتها، وقد أصبح بحمد الله حجة في فقه المعاملات المالية المعاصرة، فقد اشتغل بها، واعتنى بها، منذ كانت رسالته الدكتوراه في كلية الشريعة بالأزهر الشريف، فقه المعاملات. وعنده من المؤهلات ما يمكنه من امتلاك ناصية البحث والاستنباط، من حفظ القرآن الكريم، والاطلاع على السنة، والغوص في كتب الفقه بشتى أنواعه، والمعرفة بما يجري في عصرنا الحديث، وما تحكم به القوانين الوضعية، فهو يجمع بين فقه التراث وفقه الواقع، وبين معرفة النصوص ومعرفة المقاصد، وهذه أدوات إيجابية لازمه لكل فقيه يتصدى لمشكلات العصر، مع نظرة متوازنة، وإيمان بالمنهج الوسطي المعتدل، فلا غرو أن يوفق في بحثه إلى ما هو أرشد وأصوب، وإن كانت العصمة للنبي محمد (صلى الله عليه وسلم) وحده. | علي محيي الدين القره داغي |

ولا عجب أن غدا الشيخ علي القره داغي قاسماً مشتركاً في كل الندوات البحثية والمؤتمرات العلمية والمجامع الفقهية التي تعقد وتبحث فيها جوانب المعاملات المختلفة، فهو أحد الخبراء المعدودين والموثقين لدى علماء الأمة.

## التدرج العلمي
- بكالوريوس الشريعة الإسلامية بغداد عام 1975م.
- ماجستير في الفقه المقارن من كلية الشريعة والقانون جامعة الأزهر الشريف عام 1980 م.
- دكتوراه في الشريعة والقانون جامعة الأزهر الشريف 1985 ـ في مجال العقود والمعاملات المالية، عام 1985 م بتقدير امتياز مع مرتبة الشرف الأولى، والتوصية بطبع الرسالة وتبادلها بين جامعات العالم.
- أستاذ مساعد عام 1990.
- بروفيسور عام 1995.

## التدرج الوظيفي
- الأمين العام للاتحاد العالمي لعلماء المسلمين
- رئيس مجلس الاستشاري الأعلى للتقريب بين المذاهب التابع لأسيسكو التابع لمنظمة التعاون الإسلامي
- نائب رئيس المجلس الأوربي للإفتاء والبحوث.
- أستاذ ورئيــس قسم الفقه والأصول بكلية الشريعة والقانون والدراسات الإسلامية بجامعة قطر (سابقاً).
- رئيس مجلس أمناء جامعة التنمية البشرية في كوردستان العراق
- رئيس أو عضو تنفيذي لهيئة الفتوى والرقابة الشرعية لعدد من البنوك الإسلامية، وشركات التأمين الإسلامي داخل قطر منها الإسلامية القطرية للتأمين، وخارج قطر، منها بنك دبي الإسلامي، وبنك المستثمرون بالبحرين، والأولى للاستثمار بالكويت.
- مؤسس ورئيس الرابطة الإسلامية الكردية عام 1988 م.
- مؤسس هيئة الرحمة الإنسانية بإسكندنافيا.
- عضو مؤسس في مؤسسة الشيخ عيد بن محمد آل ثاني الخيرية بدولة قطر.
- خبير بمجمع الفقه الإسلامي التابع لمنظمة المؤتمر الإسلامي بجدة.

## الجوائز
- جائزة وقاية للبحث العلمي المتميز في التأمين التكافلي، الرياض، 2011
- جائزة عجمان 2001 م، وهي جائزة خصصت للشخصيات العالمية التي كان لهم دور كبير في خدمة المجتمع.
- جائزة الدولة التشجيعية في الفقه الإسلامي المقارن، التي تمنحها دولة قطر للمميزين في العلوم المختلفة.

## عضوية المجالس واللجان والجمعيات
- عضو المجلس الشرعي، هيئة المحاسبة والمراجعة للمؤسسات المالية الإسلامية.
- مؤسس هيئة الرحمة الإنسانية بإسكندنافيا.
- عضو مؤسس في مؤسسة الشيخ عيد بن محمد آل ثاني الخيرية بدولة قطر.
- عضو في الجمعية العمومية لجمعية قطر الخيرية ومستشارها الشرعي.
- عضو وأمين سرّ مجلس كلية الشريعة والقانون، وعضو في كثير من لجانها ومقرر الندوة العلمية، وعضو مجلة مركز بحوث السنة والسيرة، عضو اللجنة التحضيرية للمؤتمرات والندوات.
- خبير بمجمع الفقه الإسلامي التابع لمنظمة المؤتمر الإسلامي بجدّة
- خبير بالمجمع الفقهي الإسلامي التابع لرابطة العالم الإسلامي بمكة المكرمة.
- خبير بالهيئة العالمية للزكاة
- المشرف على كلية المصارف الإسلامية في جامعة لوتاه المفتوحة على الانترنيت.
- عضو اللجنة الأكاديمية الاستشارية للمركز الإسلامي التابع لجامعة أكسفورد.
- عضو مجلس الأمناء والمجلس التنفيذي للجامعة الإسلامية العالمية شيتاغونغ ببنغلاديش
- عضو في الهيئة الاستشارية لـ مجلة الفقه المقارن.[5]

## الكتب والمؤلفات
- فقه البنوك الإسلامية - دراسة فقهية واقتصادية - طبع على نفقة الأولى للتمويل في قطر من دار النشر الإسلامية
- «التأمين (التكافلي) الإسلامي» - دراسة فقهية تأصيلية مقارنة بالتأمين التجاري مع التطبيقات العملية، الطبعة الخامسة والمنقحة- دار البشائر الإسلامية للطباعة والنشر والتوزيع/ بيروت – 2011.
- الحقوق المالية مع تطبيقاتها المعاصرة - ومدى جواز الاعتياض عنها ـ دراسة فقهية مقارنة ـ دار البشائر الإسلامية للطباعة والنشر والتوزيع / بيروت، 2011.
- لتَّوَرُّق المَصْرِفِيّ بَيْن التَّورُّق المُنْضَبِط والتَّورُّق المُنَظّم ـ دراسة فقهية مقارنة ـ دار البشائر الإسلامية للطباعة والنشر والتوزيع / بيروت - 2011
- حقيبة طالب العلم في الاقتصاد الإسلامي والمعاملات المالية الإسلامية، لوزارة الأوقاف والشؤون الإسلامية لدولة قطر عام 2010، والحقيبة تتكون من 12 مجلداً.
- الأَزْمةُ المَاليّةُ العَالميّة دِراسَةُ أسْبابِها، وآثارِها، ومُستَقْبَلُ الرأسماليّة بَعْدَهاـ علاجها من منظور الاقتصاد الإسلامي ـ وكيفية الاستفادة منها في عالمنا الإسلامي ط. دار البشائر الإسلامية 2009
- نحن والآخر دراسة فقهية تأصيلية لبيان علاقة المسلم بغيره في حالة السلم والحرب والأقلية والأكثرية على ضوء الكتاب والسنة وفقه الميزان. ط. لجنة التأليف والترجمة بالاتحاد العالمي لعلماء المسلمين ضمن سلسلة: قضايا الأمة (3)، ط. 2009
- المدخل إلى الاقتصاد الإسلامي دراسة تأصيلية مقارنة بالاقتصاد الوضعي على ضوء الكتاب والسنة، ومقاصد الشريعة، وتراثنا الفقهي (في المطبعة).
- السلم وتطبيقاته المعاصرة في السَّلع والمنافع والخدمات (صكوكه، وحكم السَّلم المنظم) ـ دراسة فقهية مقارنة (في المطبعة)
- المصارف والتأمين، دراسة تحليلية (تحت الطبع).
- بحوث في فقه قضايا الزكاة المعاصرة ط. دار البشائر الإسلامية ببيروت 2008
- المنهل النضاخ في اختلاف الأشياخ ط. دار البشائر الإسلامية بيروت 2007 م
- بحوث في فقه البنوك الإسلامية ط. دار البشائر الإسلامية بيروت 2007 م
- المقدمة في المال والاقتصاد والملكية والعقد ط. دار البشائر الإسلامية بيروت 2006 م
- التأمين الإسلامي ـ دراسة فقهية تأصيلة ـ ط. دار البشائر الإسلامية 2005
- فقه القضايا الطبية المعاصرة، ط. دار البشائر الإسلامية 2005
- حكم الاستثمار في الأسهم 2005 ط. مطابع الدوحة 2005
- بحوث في الاقتصاد الإسلامي، ط. دار البشائر الإسلامية ببيروت 2002
- بحوث في فقه المعاملات المالية المعاصرة، ط. دار البشائر الإسلامية ببيروت 2001 م
- فقه الشركات، ط.دار المتنبي بالدوحة 1996 م.
- قاعدة المثلي والقيمي وأثرها على الحقوق والالتـزامات مع تطبيق معاصر على نقودنا الورقية، ط.دار الاعتصام 1994 م.
- الوسيط للغزالي، تحقيق ودراسة وتعليق، طبع بمصر عام 1980، ثمّ في دولة قطر عام1992 م.
- مبدأ الرضا في العقود، دراسة مقارنة في الشريعة والقانون المدني، ط.دار البشائر الإسلامية ببيروت عام 1985 م، وهي رسالة دكتوراه من مجلدين ضخمين.
- معنى «لا إله إلاّ الله» للزركشي، تحقيق ودراسة وتعليق، طبع في مصر عام 1982 م.
- أيّها الولد للغزالي، تحقيق ودراسة وتعليق، طبع في مصر عام 1982 م.
- الغاية القصوى في دراسة الفتوى، للقاضي البيضاوي، تحقيق ودراسة وتعليق، ط. مصر 1980 م.
- الإنسان والإيمان للشيخ سعيد النورسي، تحقيق مع كتابة مقدمة طويلة عن حياة النورسي وجهاده وجهوده.
- المنهج المختار في تفسير النصوص الشرعية (تحت الإعداد الأخير).
- الجهاد والإرهاب والعنف (تحت الإعداد الأخير).
- مختصر الأم للبويطي، تحقيق ودراسة وتعليق (تحت الإعداد).
- إلى أي إسلام ندعو ؟ (تحت الإعداد).
- أثر ديون ونقود الشركة، أو المحفظة على حكم تداول الأسهم والصكوك والوحدات الاستثمارية (المشكلة والحلول) دراسة فقهية اقتصادية ط. بنك التنمية

## المؤتمرات العلمية
- القانون الدولي الإنساني في ضوء الفقه الإسلامي، بحث مقدم إلى الدورة الأولى من المؤتمر الدولي للفقه والقانون 2012، قم، إيران.[6]
- العدل في المؤسسات المالية الإسلامية، وعلاقته بأسس وقواعد الحوكمة في الشركات في الفقه الحديث، بحث مقدم إلى معرض ومنتدى قطر للمال والاستثمار السادس، 20-32 ديسمبر 2010.
- مبدأ التحكيم ومدى إفادة الأقلية الإسلامية منه في ظل قوانين غير إسلامية ـ دراسة فقهية مقارنة بالقانون ـ بحث مقدم إلى المؤتمر لمجمع فقهاء أمريكا 30 أكتوبر - 4 نوفمبر 2010 الكويت.
- إدارة السيولة في المؤسسات المالية الإسلامية ـ دراسة فقهية اقتصادية ـ بحث مقدم إلى الدورة العشرون لمجمع الفقه الإسلامي التابع لرابطة العالم الإسلامي.
- العلاقة بين المساهمين ومجالس الإدارات والإدارة التنفيذية، بحث مقدم إلى مؤتمر الدوحة الأول للمال الإسلامي ـ بيت المشورة 20-21 أكتوبر. 2010
- التأمين التكافلي الإسلامي، تعريف به وبأحكامه وبمبادئه وشروطه وضوابطه والفروق الجوهرية بينه وبين التأمين التجاري، مقدم إلى ملتقى التأمين الخليجي السابع، الدوحة 13-14 أكتوبر2010.
- الفائض التأميني في شركات التأمين التكافلي الإسلامي ـ دراسة فقهية مقارنة ـ، مقدم إلى المتقلى الثاني للتأمين التعاوني، الهيئة الإسلامية العالمية للاقتصاد والتمويل التابعة لرابطة العالم الإسلامي، الرياض 6-7 أكتوبر 2010.
- العلاّمة الشيح فتحي يكن" " مجدداً للدعوة، بحث مقدم إلى المؤتمر الدولي الأول عن الداعية فتحي يكن ـ طرابلس 11-13 يونيو 2010.
- مفهوم التأمين التعاوني ماهيته وضوابطه ومعوقاته ـ دراسة فقهية اقتصادية ـ بحث مقدم إلى مجمع الفقه الإسلامي الدولي، لمؤتمره عن التأمين التعاوني في رحاب الجامعة الأردنية 11-13 إبريل 2010.
- التأمين التعاوني، ماهيته وضوابطه ومعوقاته ـ دراسة فقهية اقتصادية ـ مقدم إلى ملتقى التأمين التعاوني، الهيئة الإسلامية العالمية للاقتصاد والتمويل / رابطة العالم الإسلامي محرم 1430 هـ / يناير 2009 م
- زكاة الثروة المعدنية وحقوق الامتياز، دراسة فقهية مقارنة، مقدم إلى الندوة الثامنة عشرة لقضايا الزكاة المعاصرة ربيع الأول 1430 هـ - مارس 2009
- الصكوك الإسلامية «التوريق» وتطبيقاتها المعاصرة ـ دراسة فقهية اقتصادية تطبيقية، مقدم إلى الدورة التاسعة عشرة لمجمع الفقه الإسلامي الدولي ربيع الثاني 1430 هـ - إبريل 2009
- التنمية وتحدياتها، ومنهج الإسلام فيهما، درسة فقهية مقارنة، مقدم إلى مركز الدوحة الدولي لحوار الأديان، ندوة التنمية الاقتصادية والأزمة المالية، إبريل 2009
- أسس التسامح الديني في الإسلام ـ دراسة فقهية تأصيلية ـ لبيان علاقة المسلم بغيره على ضوء الكتاب والسنة وفقه الميزان، مقدم إلى مؤتمر كلية الشريعة بجامعة دمشق (التسامح الديني في الإسلام) دمشق 18-19 رجب 1430 هـ الموافق 11-12 يوليو 2009.
- تأمين الدين والضمان، مقدم إلى ندوة البركة الثلاثين، جدة 5-6 رمضان 1430 هـ الموافق 26-27 أغسطس 2009
- السلم وتطبيقاته المعاصرة في السَّلع والمنافع والخدمات (صكوكه، وحكم السَّلم المنظم) ـ دراسة فقهية مقارنة ـ مقدم إلى ندوة مستقبل العمل المصرفي الإسلامي الثانية المنعقدة بجدة – مجموعة تطوير العمل المصرفي بالبنك الأهلي التجاري 28 ـ 29 شوال 1430 هـ الموافق 17 ـ 18 أكتوبر 2009 م
- الحقوق المالية مع تطبيقاتها المعاصرة، ومدى جواز الاعتياض عنها ـ دراسة فقهية مقارنة ـ مقدم إلى هيئة المحاسبة والمراجعة للمؤسسات المالية الإسلامية 1430 هـ ـ 2009 م ووبتاء عليها تم إصدار معيار الحقوق المالية والتصرف فيها.
- الشخصية الاعتبارية وأحكامها في الدولة المعاصرة، وأثرها في تحقق شرط الملك التام ـ دراسة فقهية مقارنة بالقانون ـ مقدم إلى الندوة السابعة عشرة لقضايا الزكاة المعاصرة 12-15 مارس 2008 م القاهرة
- التجديد الفقهي في الاقتصاد والمعاملات المالية المعاصرة، مقدم إلى ندوة التطور العلوم الفقهية السابعة، وتحت عنوان : التقنين والتجديد في الفقه الإسلامي المعاصر 4-8 أبريل 2008 م، سلطنة عمان، مسقط
- دور الفتاوى في التقريب أو الإثارة والتبعيد ـ مقدم إلى المؤتمر الدولي الحادي والعشرين للوحدة الإسلامية، طهران 4 - 6 مايو 2008
- التحقيق في زكاة الأسهم والشركات ـ دراسة تأصيلية تفصيلية مقارنة ـ مقدم إلى ندوة زكاة الأسهم 22 مايو 2008 الرياض ـ الهيئة الإسلامية العالمية للاقتصاد والتمويل، رابطة العالم الإسلامي، مكة المكرمة
- آلية الالتزام بالمعايير الشرعية وضرورته ـ مقدم إلى هيئة المحاسبة والمراجعة للمؤسسات المالية الإسلامية ـ المؤتمر السنوي للهيئات الشرعية للمؤسسات المالية الإسلامية 27-28 مايو 2008 مملكة البحرين
- هيئات الفتوى والرقابة الشرعية اختيار أعضائها، وضوابطها ـ مقدم إلى هيئة المحاسبة والمراجعة للمؤسسات المالية الإسلامية ـ المؤتمر السنوي للهيئات الشرعية للمؤسسات المالية الإسلامية 27-28 مايو 2008 مملكة البحرين
- مستقبل المصارف الإسلامية في ظل ما يعتبر صعوبات شرعية لتطوير وابتكار المنتجات المالية الإسلامية، وأمام الأزمة المالية المعاصرة ـ دراسة فقهية اقتصادية ـ وتعدد جهات الفتوى وأثره على مستقبل العمل المصرفي الإسلامي، مقدم إلى ندوة مستقبل العمل المصرفي الإسلامي المنعقدة بجدة – مجموعة تطوير العمل المصرفي بالبنك الأهلي التجاري شوال 1429 هـ / أكتوبر 2008 م
- البيئة في نظر الإسلام، مبادئ وتطبيقات، مقدم إلى مركز أكسفورد الإسلامي – بريطانيا شوال 1429 هـ / أكتوبر 2008 م
- آل النبي صلى الله عليه وسلم، وأهل البيت ومكانتهم عند أهل السنة ـ دراسة على ضوء الكتاب والسنة، وأقوال أهل العلم ـ مقدم إلى ندوة كلية الشريعة بجامعة قطر، والتي عنوانها (فقه آل البيت بين السنة والشيعة، ومصطلح فقه آل البيت بين السنة والشيعة) ذو القعدة 1429 هـ / نوفمبر 2008 م
- التحديات (الصعوبات) الشرعية المستقبلية أمام تطوير وابتكار المنتجات المالية الإسلامية ـ دراسة فقهية اقتصادية ـ مؤتمر تطوير وابتكار الصناعة المالية الإسلامية، بيت المشورة، الكويت يناير 2007
- حوار المذاهب والأقليات وأثره في درء الفتن والعدوان الخارجي، مؤتمر الدوحة لحوار المذاهب الإسلامية، دور التقريب في الحدة العملية للأمة، جامعة قطر، كلية الشريعة يناير 2007 م
- الفتوى في عالم مفتوح، مع تطبيق عملي على الفتاوى المباشرة في وسائل الإعلام، المؤتمر العالمي، منهجية الإفتاء في عالم مفتوح الواقع الماثل، والأمل المرتجى 26-28 مايو 2007، الكويت المركز العالمي للوسطية.
- الندوة العلمية : (استكمال النظر في صكوك المشاركة : مكونات موجوداتها) عقدت في 25-26 فبراير 2007 بمقر البنك الإسلامي للتنمية، ونظمها مجمع الفقه الإسلامي الدولي التابع لمنظمة المؤتمر الإسلامي بجدة، والمعهد الإسلامي للبحوث والتدريب التابع للبنك الإسلامي للتنمية
- الأسرة المسلمة في الغرب بين الالتزام بالإسلام والقوانين الحاكمة، الملتقى العالمي الثاني لخريجي الأزهر1-3 أبريل 2007، جامعة الأزهر الشريف تحت عنوان : التحديات الحضارية للأمة الإسلامية.
- المنافسة التجارية بين شركات التأمين التكافلي (الإسلامي)، والتأمين التقليدي (التجاري)، وأثر ذلك على صناعة التأمين التكافلي (الإسلامي)، مؤتمر وثاق الثاني للتأمين التكافلي ـ دولة الكويت 15-16 أبريل 2007
- القرضاوي والاقتصاد الإسلامي، ملتقى الإمام القرضاوي 13-15 يوليو 2007
- التقديرات المالية وأثرها على الأحكام القضائية الشرعي مؤتمر القضاء الشرعي الدولي الأول 3-5 سبتمبر 2007 الأردن.
- تطبيقات الوكالة والفضالة والمرابحة العكسية في البنوك الإسلامية ندوة البركة الثامنة والعشرين 4-5 رمضان 1428 هـ الموافق 16-17 سبتمبر 2007
- التحديات التي تواجه مشاريع التمويل المتوافقة مع الشريعة الإسلامية، المؤتمر الإسلامي العالمي الثاني لتمويل البنية التحتية بالدوحة 4 و5 نوفمبر 2007
- مواقيت الصلاة في أوروبا الدورة التاسعة عشرة للمجمع الفقهي الإسلامي التابع لرابطة العالم الإسلامي 3-9 نوفمبر 2007 بمكة المكرمة..
- مضمون اسم الله العدل ومغزاه عند الإمام النورسي المؤتمر العالمي الثامن في فكر بديع الزمان النورسي (العدالة لأجال عالم أفضل للإنسانية) ـ إسطنبول 18-20 نوفمبر2007
- كيفية تحديد الأجور وتطبيقاتها في عقود العمل والتأجير والمعاصرة المؤتمر الفقهي الثاني للمؤسسات المالية الإسلامية ـ الكويت 24-25 نوفمبر 2007.
- حكم التعامل، أو العمل في شركات التأمين خارج ديار الإسلام، المؤتمر الخامس لمجمع فقهاء الشريعة بأمريكا، المنامة بمملكة البحرين 24-27 نوفمبر 2007
- كرامة الإنسان في الإسلام، دراسة أعدت للجنة الوطنية لحقوق الإنسان ـ قطر، ونشر بمجلة الصحيفة العدد الثاني سبتمبر 2007

2006 م
- تحليل وقياس وإدارة مخاطر شركات التأمين الإسلامي ـ الواقع والمنشود ـ، مؤتمر مخاطر الصناعة المالية الإسلامية، بيت المشورة، الكويت 20-21 يناير 2006
- التأمين على الديون ـ دراسة فقهية اقتصادية ـ مؤتمر وثاق الأول للتأمين التكافلي، شركة وثاق، الكويت 20-22 فبراير 2006
- قضايا المرأة والديمقراطية، دراسة في الفقه والفكر السياسي الإسلامي، مؤتمر : الملتقى العالمي الأول لخريجي جامعة الأزهر الشريف ضمن محور (توحيد الرؤية الأزهرية في مواجهة مشكلات العصر) 11-12 أبريل 2006 م
- الصفات المؤثرة في العلاقة بين الشركات (الشخصية الاعتبارية، الذمة المالية، الملكية المتداخلة، السيطرة) ـ بحث فقهي قانوني مقارن ـ مقدم إلى ندوة البركة السابعة والعشرين، جدة 25-26 سبتمبر 2006 م
- قاعدة التبعية في العقود وأثرها في الترخيصات الشرعية. المؤتمر الفقهي الأول للمؤسسات المالية الإسلامية، الكويت نوفمبر 2006
- حول مواجهة مماطلة الديون في النظام المالي الإسلامي. الندوة العالمية لعلماء الشريعة بكوالامبور، نوفمبر 2006 بإشراف البنك المركزي الماليزي
- البُنْيَةُ التحْتَيةُ في الفكر الإسلامي وتمويلها في المصارف الإسلامية، المؤتمر الإسلامي العالمي لتمويل البنية التحتية، الدوحة 2006
- نحن والآخر، ـ دراسة على ضوء الكتاب والسنة والفكر الإسلامي ـ الدورة السادسة عشرة لمجمع الفقه الإسلامي الدولي، 14/4/2005 بدبي.
- فسخ الدين بالدين، الدورة الثامنة عشرة للمجمع الفقهي الإسلامي بمكة المكرمة 13/8/2005 بمكة المكرمة.
- الفحص الطبي قبل الزواج من منظور الفقه الإسلامي ـ دراسة علمية فقهية ـ المجلة العلمية للمجلس الأوربي للإفتاء والبحوث، العدد السابع جمادى الثانية 1426 هـ يوليو 2005
- العنف الأسري، آثاره والوقاية منه، المجلس الأوربي للإفتاء والبحوث 2004، الدورة العادية
- حكم التأمين الصحي، وبعض صوره في المجتمع الأمريكي، المؤتمر الثالث لمجمع فقهاء الشريعة بأمريكا يوليو 2005
- زكاة الثروة المعدنية والبحرية، الندوة 14 لقضايا لزكاة المعاصرة مارس 2005 البحرين
- رعاية المسنين (ذوي الشيبة) في ضوء القرآن الكريم والسنة، مع نماذج تطبيقية لرعاية المسنين في المجتمع الإسلامي، مؤتمر الدوحة العالمي لرعاية المسنين في ظل التحولات المعاصرة إبريل 2005
- صكوك الإجارة ـ دراسة فقهية اقتصادية ـ الدورة الخامسة عشرة لمجمع الفقه الإسلامي الدولي 6 ـ 11 مارس 2004 م بمسقط.
- أحكام استثمار الموقوف وغلاته ـ دراسة فقهية اقتصادية ـ الدورة الخامسة عشرة لمجمع الفقه الإسلامي الدولي 6 ـ 11 مارس 2004 بمسقط.
- مشكلة الديون المتأخرات في البنوك الإسلامية، دراسة فقهية لغرامات التأخير والبدائل، قدم إلى الدورة الرابعة عشرة لمجلس المجمع الفقهي الإسلامي التابع لمنظمة المؤتمر الإسلامي والتي انعقدت في الدوحة في يناير 2003 م.
- الفتوى بين النص والواقع، الضوابط والآداب، * فقه الثوابت والمتغيرات وأثره في التقارب بين المذاهب الإسلامية والجماعات،
- الزحام في منى وأحكامه، من المبيت والرمي قبل الزوال في يوم النحر، وقبل الزوال في أيام التشريق، قدم إلى ندوة (الزحام في الحج) والتي عقدها المجمع الفقهي الإسلامي بمكة المكرمة التابع لرابطة العالم الإسلامي 1423 هـ.
- الأسس والمبادئ الإسلامية للعلاقات الدولية، قدم إلى مؤتمر مكة المكرمة (الدورة الثالثة) وذلك تحت عنوان (العلاقات الدولية بين الإسلام والحضارة المعاصرة) للفترة 1 – 3 – ذي الحجة 1423 هـ الذي يوافقه 2 – 4 فبراير 2003.

62.	الإسلام دين الرحمة والعزة، دراسة لحقيقة الإسلام والإرهاب الديني، قدم إلى رابطة العالم الإسلامي بمكة المكرمة ذلك تحت عمل إسلامي جماعي يلائم المنعطف التاريخي الذي تمر به الأمة من حملات الطعن في الإسلام والافتراء عليه ونسب الإرهاب إليه، 27/7/1422 هـ.
- الجانب التطبيقي للتأمين الإسلامي (التكافل)، بحث مقدم إلى ندوة التأمين والقانون والتي عقدتها كلية القانون بجامعة الشارقة في الفترة 13-14 ربيع الأول1424 هـ ـ 14-15 مايو2003.
- منهج الفقه الإسلامي في علاج القضايا المعاصرة، تم إعداده لدورة فقه قضايا الزكاة المعاصرة، المعدة من قبل (معهد الدعوة)إدارة الدعوة والإرشاد، وزارة الأوقاف والشؤون الإسلامية بدولة قطر 3 ربيع الأول 1424 هـ ـ 3 مايو 2003.
- أحكام التأمين التعاوني والتجاري والإسلامي ـ دراسة فقهية مقارنة، بحث مقدم إلى هيئة المحاسبة والمراجعة للمؤسسات المالية (الاجتماع العاشر بعمّان يوليو 2003).
- الهيئات الشرعية بين بيان مدى الأخطاء والمخالفات الشرعية في المصارف الإسلامية والسرية والمهنية ومدى تأثيره سلباً أو إيجاباً على المصرفية الإسلامية، بحث مقدم إلى المؤتمر الثالث للهيئات الشرعية للمؤسسات المالية الإسلامية، والذي نظم من قبل هيئة المحاسبة والمراجعة للمؤسسات المالية الإسلامية في البحرين9- 10 شعبان 1424 هـ 5- 6 أكتوبر 2003.
- قاعة التبيعة في العقود وأثرها في الترخيصات الشرعية مع بض تطبيقاتها المعاصرة ـ دراسة فقهية تأصيلية ـ، بحث مقدم إلى الندوة الفقهية السادسة لبيت التمويل الكويتي أكتوبر 2003.
- ديون الوقف ـ دراسة فقهية مقارنة ـ، بحث مقدم لندوة قضايا الوقف الفقهية، الأمانة العامة للأوقاف بدولة الكويت أكتوبر 2003.
- الأسس الشرعية لتوزيع الأرباح والخسائر في البنوك الإسلامية، دراسة تأصيلية مقارنة، مؤتمر دور المؤسسات المصرفية الإسلامية في الاستثمار والتنمية ـ كلية الشريعة والدراسات الإسلامية بجامعة الشارقة 26 ـ 28 صفر 1424 هـ الموافق 9/5/2002.
- استثمار الوقف وطرقه القديمة والحديثة، قدم إلى مجمع الفقه الإسلامي في دورته الثالثة عشرة بالكويت 2002 م.
- أثر النقود والديون على التعامل في الأسهم والصكوك والوحدات، قدم إلى ندوة الشركة الأولى للاستثمار بالكويت 2001.
- المبادئ العامة للتحكيم في الفقه الإسلامي، قدم إلى ندوة التحكيم في الشريعة الإسلامية، دبي 27 ـ 28 أكتوبر 2001 م.
- تعليقات على بحث أمانة الهيئة الشرعية لشركة الراجحي 2001 م.
- العلاج الجيني من منظور الفقه الإسلامي، قدم إلى ندوة الانعكاسات الأخلاقية للعلاج الجيني، جامعة قطر عام 2001 م.
- تنمية موارد الوقف والحفاظ عليها، قدم إلى مؤتمر الوقف الذي انعقد بمكة المكرمة عام 2001 م.
- الاستثمار في الأسهم، حكمه وضوابطه الشرعية، نشر في مجلة مجمع الفقه الإسلامي بجدة
- الاستـثمار في العملات، حكمه وضوابطه، قدم إلى هيئة المعايير بالبحرين.
- الحقوق المعنوية، نشر في حولية كلية الشريعة والقانون بقطر.
- الإيجار المنتهي بالتمليك، حكمه وضوابطه وصوره، قدم إلى مجمع الفقه الإسلامي في دورته الثانية عشرة بالرياض.
- حديث «لا تبع ما ليس عندك»، سنده وفقهه، المنشور بمجلة مركز بحوث السنة والسيرة بقطر عام 1995 م.
- حديث «النهي عن صفتين في صفة واحدة» سنده وفقهه، المنشور بمجلة مركز بحوث السنة والسيرة بقطر عام 1995 م.
- مدى مسؤولية المضارب ومجلس الإدارة عن خسارة الشركة، دراسة مقارنة في الشريعة والقانون، بحث مقدم إلى مجمع الفقه الإسلامي برابطة العالم الإسلامي.
- الحقوق المعنوية والزكاة فيها، طبع الهيئة العالمية للزكاة في مجلة ندوتها السابعة.
- التضخم وعلاجه على ضوء قواعد الفقه الإسلامي.
- كيف تؤدي زكاة أموالك ؟.
- الاستصناع بين الجواز واللزوم، حولية كلية الشريعة، جامعة قطر 1993 م.
- التطبيقات العملية لسوق المال الإسلامي، بحث مقدم إلى مجمع الفقه الإسلامي في دورته الثامنة ببروناي 1993 م.
- التأمين على الحياة، بحث مقدم إلى الندوة الاقتصادية الثانية لبيت الزكاة بالكويت 1993 م.
- البدائل الشرعية للسندات، بحث مقدم إلى الندوة الاقتصادية الثانية التي عقدت بالكويت 1993 م.
- الإمام البخاري وفقهه في الجانب الاقتصادي، بحث مقدم إلى مركز أكسفورد في ندوة حول الإمام البخاري عام 1992 م.
- حكم إجراء العقود بوسائل الاتصال الحديثة، حولية كلية الشريعة بجامعة قطر، العدد الثامن 1990 م.
- الإعجاز التشريعي للشريعة الإسلامية، مكتبة الأقصى بالدوحة، عام 1989 م.
- كيفية دلالة السنة على الأحكام، حولية مركز بحوث السنة والسيرة بجامعة قطر، العدد الرابع 1989 م.
- القبض وصوره المعاصرة، مجمع الفقه الإسلامي، جدة، العدد الرابع 1990 م.
- مصرف «وفي الرقاب» وتطبيقاته المعاصرة على الأسير والمختطف، الهيئة العالمية للزكاة بالكويت، 1989 م.
- مصرف «والغارمين» وتطبيقاته المعاصرة، الهيئة العالمية للزكاة بالكويت، 1989 م.
- مصرف «والمؤلفة قلوبهم» وتطبيقاته المعاصرة، الهيئة العالمية للزكاة بالكويت، 1989 م
- نظرية عوض المثل وأثرها على الحقوق والالتـزامات، حولية كلية الشريعة بجامعة قطر، العدد السادس 1988 م.
- مشكلة الديون ومنهج الإسلام في علاجها، حولية كلية الشريعة، جامعة قطر، العدد الخامس 1987 م.
- التشريع من السنة وكيفية الاستنباط منها، حولية مركز بحوث السنة والسيرة بجامعة قطر، العدد الثاني 1987 م.